# Чухалдин, Александр Григорьевич
Александр Григорьевич Чухалдин — российский и канадский музыкальный деятель первой половины XX века. Скрипач, дирижёр, музыкальный педагог и композитор.

## Биография
Александр Григорьевич Чухалдин родился во Владикавказе (Российская империя) в 1892 году. Рано проявил себя как вундеркинд, в восемь лет поступив в Московскую императорскую консерваторию и в девять начав публичные выступления. В консерватории учился по классу скрипки у Юлия Эдуардовича Конюса. 1913 году Чухалдин уже играет в оркестре Большого театра. После начала Первой мировой войны Чухалдин служил в казачьих частях, а позже стал членом военного оркестра. После революции, потеряв все сбережения, он был вынужден выучиться сапожному ремеслу, но затем вернулся к занятиям музыкой. В 1922 году он становится концертмейстером Большого театра, а в 1923 году преподавателем Государственной консерватории по классу скрипки.
С 1924 года Чухалдин совершает длительные международные гастроли, посетив страны Азии, Австралию и Новую Зеландию. Будучи в Австралии, он познакомился с местной пианисткой Аннетт Хиллхауз, ставшей его аккомпаниатором, а затем и женой. В 1927 году он прибыл в Торонто, где позднее стал преподавателем Торонтской консерватории. В Торонто он также дирижирует рядом струнных коллективов CBC. В качестве дирижёра ансамбля Melodic Strings Чухалдин дирижировал премьерой произведения Бриттена «Молодой Аполлон», которое Бриттен посвятил ему. В 1936 году Чухалдин выступает в Нью-Йорке как приглашенный дирижёр с Симфоническим оркестром АТП (Филадельфия), а в 1941 году в Торонто с Торонтским симфоническим оркестром. С 1948 года он возглавляет Симфонический оркестр Форест-Хилла (Торонто).
Одновременно с выступлениями и преподаванием Чухалдин также сочинял музыку. Его перу принадлежат пять пьес для скрипки, несколько произведений и более 30 аранжировок для струнного оркестра.